# Meredith MacRae
Pour les articles homonymes, voir MacRae.
Meredith MacRae est une actrice américaine née le 30 mai 1944 à Houston (États-Unis) et morte le 14 juillet 2000 à Manhattan Beach.

## Biographie
Elle fit ses débuts dans le rôle de Sally-Ann Morrison-Douglas dans une sitcom de la chaîne ABC, Mes trois fils et tint ce rôle pendant les trois premières saisons (1963–1965). L'année suivante, elle signe un contrat avec CBS pour une autre sitcom Petticoat Junction, aux côtés de Bea Benaderet, d’Edgar Buchanan, de Linda Kaye et Lori Saunders. Elle y interprète le rôle d'une midinette blonde ; elle jouera jusqu'à la fin de la série en 1970.
Au cinéma, elle joue dans Bikini Beach (1964), Norwood (1970), My Friends Need Killing (1976), Grand Jury (1976), Sketches of a Strangler (1978), la comédie de science-fiction Earthbound (1981) et dans la comédie de série B, The Census Taker (1984).
Tout au long des années 1970 et 1980 elle anime de nombreux plateaux télé pour les chaînes de Californie et des jeux télévisés.
Au mois de janvier 1999, prise de vertiges et de pertes de mémoire, elle subit plusieurs examens contradictoires avant d'apprendre qu'elle est atteinte d'une tumeur cancéreuse au cerveau. Trois opérations seront nécessaires pour éradiquer cette tumeur. Le 14 juillet 2000, elle meurt des suites de complications de ce cancer dans sa maison de Manhattan Beach.

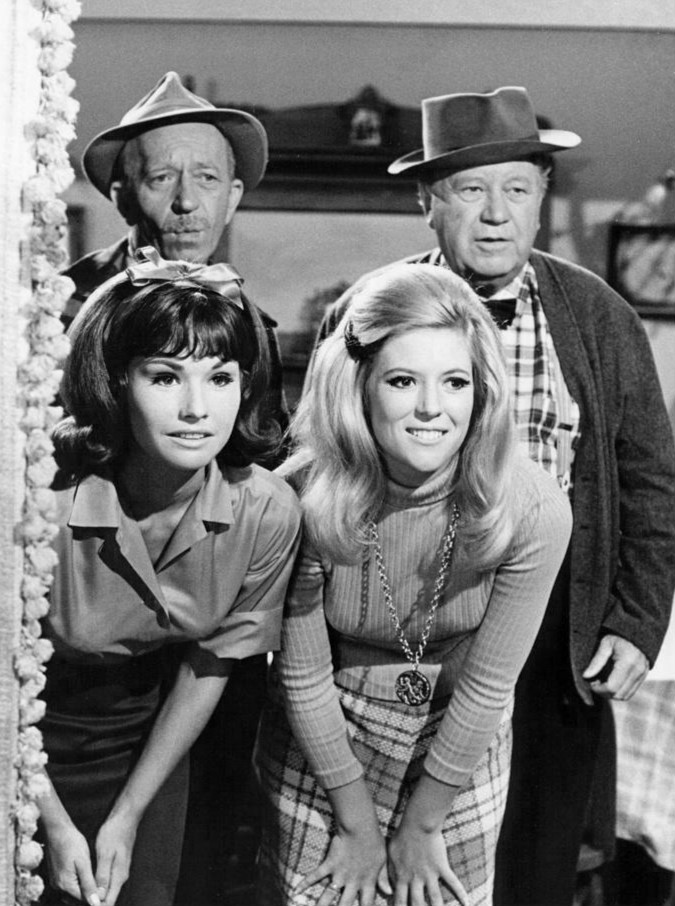
Aux côtés de Lori Saunders dans Petticoat Junction (1968).

## Filmographie
- 1953 : La Maîtresse de papa (By the Light of the Silvery Moon)
- 1963 : Beach Party : Beach girl
- 1964 : Bikini Beach de William Asher : Animal
- 1966 : Footsteps in the Snow (en)
- 1963 : Petticoat Junction (en) ("Petticoat Junction") (série TV) : Willimena Josephine 'Billie Jo' Bradley #3 (1966-1970)
- 1970 : Norwood de Jack Haley Jr. : Kay
- 1971 : The Sheila MacRae Show (série TV) : Co-host (1971)
- 1975 : The Werewolf of Woodstock (en) (TV) : Kendy
- 1976 : Grand Jury : Nancy Williams
- 1976 : My Friends Need Killing
- 1978 : Paranoid (Sketches of a Strangler)
- 1978 : The Chinese Caper : Carolyn Moore Fong
- 1978 : Three on a Date (TV) : Valerie Owens
- 1980 : Steve Martin: Comedy Is Not Pretty (TV) : Hippie
- 1981 : Earthbound (en) : Lara
- 1982 : Fantasy (série TV) : Remote Correspondent
- 1983 : Vultures : Dr. Baker
- 1983 : I'm Going to Be Famous : Susan Barker
- 1984 : The Census Taker (en) : Martha
- 1985 : $50,000 a Minute (TV) : Host
- 1984 : La Ligne de chance ("Rituals") (série TV) : Estelle Cunningham (1985)
- 1988 : Relatively Speaking (série TV)
- 1992 : Zhong Hua jing hua